# Dominguez Alvarez
José Cândido Dominguez Alvarez (Porto, 23 de Fevereiro de 1906 - Porto, 12 de Abril de 1942), foi um pintor do segundo modernismo português .

## Biografia

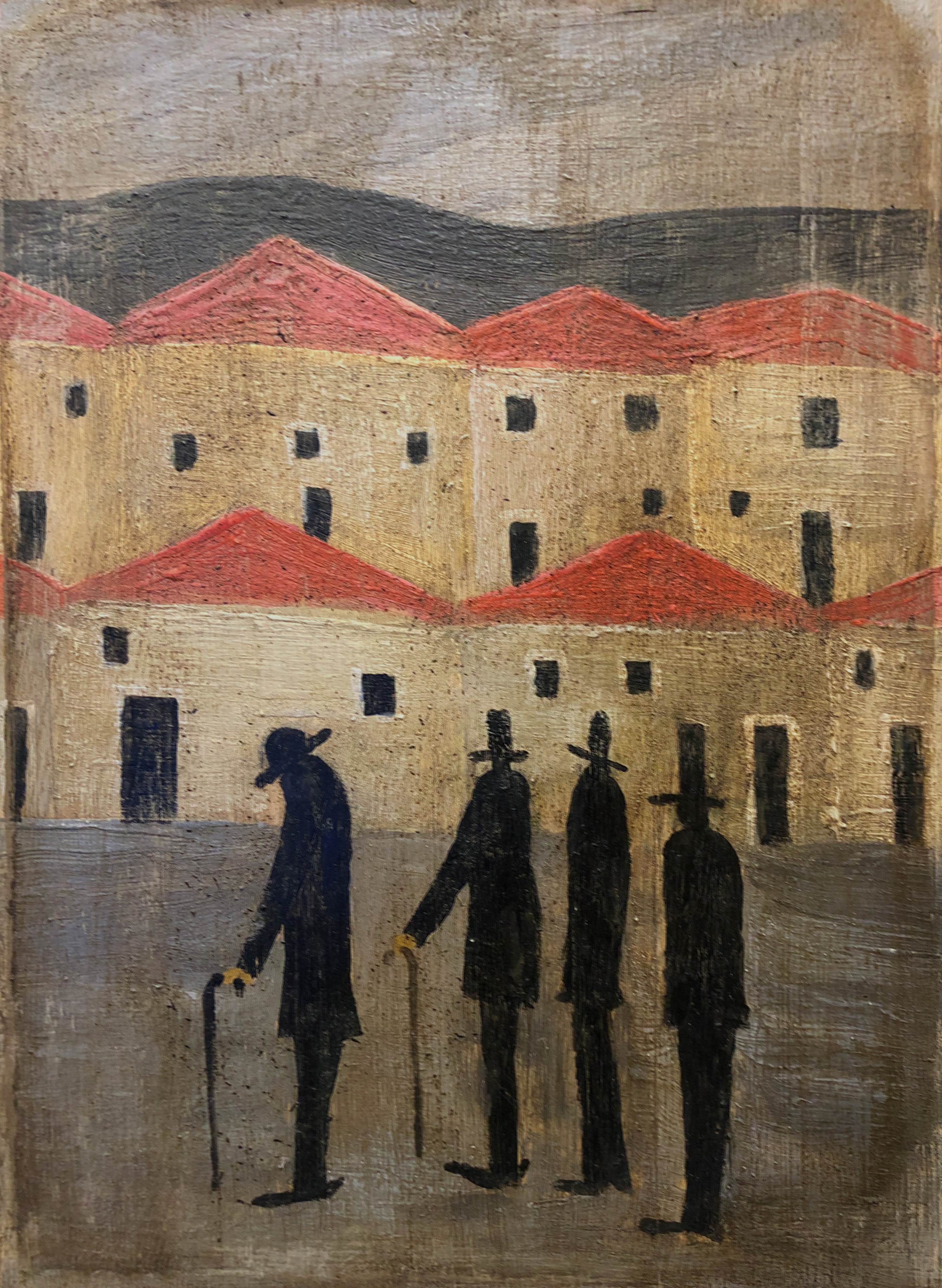
Casario e quatro figuras (d.c. 1931-34)

Filho de um português de ascendência galega e de uma galega de Pontevedra, Dominguez Alvarez nasceu no Porto em 1906, adquirindo a nacionalidade portuguesa em 1936 para escapar à Guerra Civil Espanhola.
Depois de estudar no Porto e na Galiza, em 1926 inscreveu-se no curso de arquitetura da ESBAP; dois anos mais tarde transitou para o de pintura, que terminaria apenas em 1940, aos 34 anos de idade, com a classificação de vinte valores. A conclusão do curso permitiu-lhe ensinar na Escola Industrial Infante D. Henrique (Porto) durante um curto período de tempo.
Embora apreciada pelo grupo da Presença (sabe-se que conviveu e que se correspondeu com Adolfo Casais Monteiro) , a sua obra foi alvo de divulgação muito restrita e quase sempre marginal ao circuito oficial da época. Realizou uma única exposição individual (Salão Silva Porto, 1936); expôs com alunos de Belas Artes em 1929 e em 1931 (no Salão Silva Porto e no Ateneu Comercial de Porto); em 1930 expôs com Artur Justino no Salão Silva Porto e, em 1931, participou na Exposição da Sociedade Nacional de Belas Artes do Porto; viu as suas obras serem rejeitadas para a Exposição de Arte Moderna do S.P.N. em 1938, sendo admitido no ano seguinte com uma única obra; em 1940 participou na Exposição Etnográfica do Douro Litoral, Palácio de Cristal, Porto. 
Um dos raros momentos em que interveio social e culturalmente deu-se com a participação no grupo Mais Além, "formado em 1929 por estudantes da ESBAP com o pretexto de atacar  a homenagem então prestada ao pintor Marques de Oliveira" mas cujo objetivo principal seria o de "alertar para o caráter tradicionalista do ensino artístico naquela instituição". Entre 1934 e 1940 publicou artigos na imprensa com o título comum de Comentários sobre a Arte Atual, bem como recensões de exposições individuais e coletivas, revelando "a sua preferência […] por uma arte que decorre diretamente de uma necessidade interior"; esses textos são reveladores de algumas limitações de conhecimentos e do predomínio do "sentido intuitivo" sobre o "sentido intelectual". No final da vida foi bolseiro do Instituto de Alta Cultura, integrando a IV Missão Estética de Férias, organizada pelo SPN.
Pontuada por aspetos contraditórios, por "formas paradoxais de estar", a postura de Alvarez dividiu-se entre momentos de autoconvencimento – como o que o levou a escrever no verso de uma das suas obras Alvarez, o maior paisagista da península –, e uma vida extremamente modesta e marginal (poucas obras vendeu e trabalhou sempre numa cave exígua e quase sem luz natural). Pouco viajou; os seus horizontes não ultrapassaram o norte de Espanha e de Portugal e, ao contrário de todos os artistas seus contemporâneos de relevo, não conheceu Paris (nem mesmo Lisboa visitou). Morreu prematuramente em 1942, vitimado pela tuberculose; o seu corpo repousa no cemitério de Agramonte, Porto.  As pinturas não assinadas que deixou no ateliê foram autenticadas pelos mestres Dórdio Gomes e Joaquim Lopes.
O reconhecimento da sua obra só ocorreu postumamente, com uma primeira exposição de homenagem logo em 1942, no Salão Silva Porto (repetida em Lisboa na Sociedade Nacional de Belas Artes, no ano seguinte), a que se seguiu outra, mais relevante, em 1951, organizada por Fernando Lanhas, João Menéres Campos e Alberto de Serpa no Ateneu Comercial do Porto. Em 1954 foi inaugurada no Porto uma galeria com o seu nome. Através destas e de outras iniciativas posteriores, ao longo dos anos a sua posição de marginalidade foi-se alterando e Alvarez é hoje consensualmente reconhecido como uma figura central da 2ª geração de pintores modernistas portugueses.
Está representado no Centro de Arte Moderna da Fundação Calouste Gulbenkian, no Museu Nacional de Arte Contemporânea do Chiado, no Museu Nacional de Soares dos Reis, na Casa-museu de José Régio, no Museu Municipal Amadeo de Souza-Cardoso, no Museu do Abade de Baçal.

## Obra

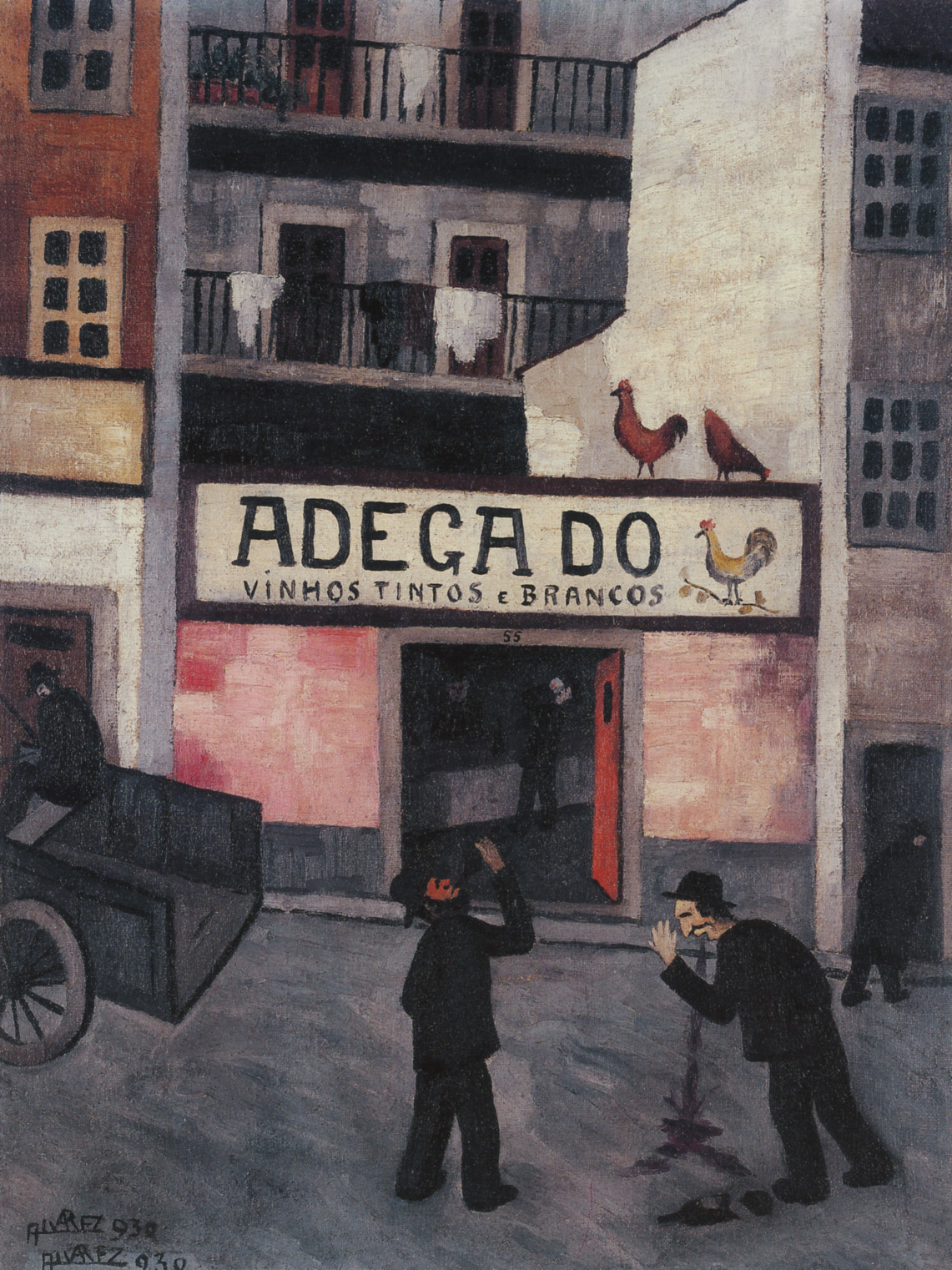
Adega do Galo (1930)

No cerne da pintura de Dominguez Alvarez está "um ingenuísmo de formas e cores", impulsionado por uma intuição invulgar. Alvarez não conheceu grandes polos dinamizadores da arte, nunca visitou Lisboa e muito menos Paris ou Berlim. Os seus artistas de referência terão sido espanhóis, de Castelao a Gutiérrez-Solana, sem esquecer a mais determinante, El Greco. Foi talvez aí que descobriu vias para a sua pintura, para as "distorções da paisagem ou da figura, as atmosferas inquietantes e abandonadas" que recriou através de "um sistema plástico muito pessoal, alheio à aprendizagem da «boa pintura» académica e naturalista", alheia também "às heranças eruditas do modernismo". Situando-se numa margem da produção dominante da época, "a sua originalidade funda-se numa sensibilidade predominantemente expressionista, por vezes com um sentido onírico quase desconhecido da pintura portuguesa das décadas de 20 e 30". 
Segundo a classificação original de Fernando Lanhas, a obra de Alvarez pode dividir-se sensivelmente em três fases: fase "vermelha", iniciada em 1927, que inclui algumas marinhas e paisagens dos arredores do Porto, marcados por uma "estrutura vigorosa" e onde "o vermelho é a cor mais saliente, […] aplicando-se a […] telhados, às molduras dos vãos de portas e até a certas paredes"; seguiram-se algumas "experiências de tipo cubista e abstrato" que "indiciam uma apropriação de fórmulas exteriores" e que não tiveram quaisquer consequências no desenvolvimento da sua pintura.  

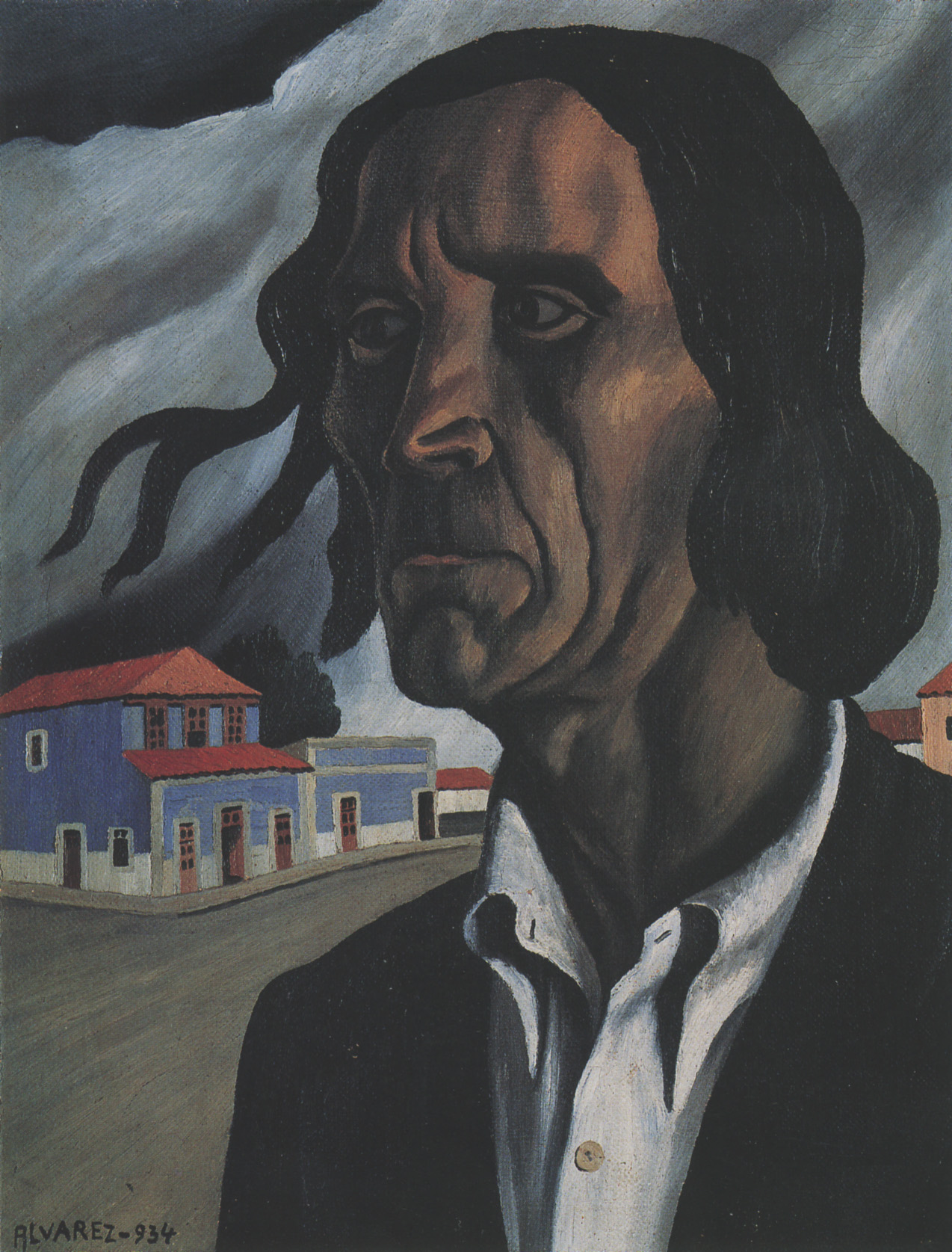
Louco (1934)

A segunda fase inicia-se no final da década de 1920, em peças que assinalam a transformação da paisagem urbana marcando-lhe o contorno expressionista e que culminará nas obras de 1932 a 1934, o "melhor período da pintura de Alvarez". Através de um idioma de contornos expressionistas, pinta paisagens urbanas desoladas, um mundo fabril povoado de "chaminés, […] fábricas ou ruas e figurinhas debaixo de chuva"; além do Porto, desloca-se a Espanha e "representa paisagens de Castela de uma violência e tensão inéditas: ermos, montes desolados, atmosferas tempestuosas, igrejas e casarios perdidos na paisagem árida. Paralelamente, na Galiza, pinta aspetos dos povoados por onde passa, arcadas, casarios, telhados […]. A paisagem nada tem de realista e é tratada através de […] «valores ao mesmo tempo ingénuos e mentais»".  Pinta também "um grupo importantíssimo de obras representando figuras […] como Homem Compostelano, O Bispo, Louco […] ou D. Quixote" .  "Estes retratos alegóricos, pintando a estranheza e a incomunicabilidade do próprio pintor e da sua obra, constituem-se como um dos momentos fortes da arte portuguesa destes anos".  
Na terceira e última fase, "paisagista", a que se dedica a partir de 1937, regressa a "uma produção menos individualizada", procurando, através de uma abordagem convencional "satisfazer o gosto [dominante] pelo naturalismo tardio". 
Alvarez pintou as ruas do Porto "não à busca do pitoresco ou do folclore, mas da verdade de casas articuladas numa topografia delirante". Mas estas ruas e estes largos estão povoados de gente, "silhuetas anónimas [...], bêbados que vomitam diante de uma taberna, músicos que afinam a viola [...]. Alvarez aproxima-se às vezes dessas figuras e dá-lhes então feições de gente [...]. São personagens que habitam o mundo expressionista que o pintor metia no seu ateliê miserável, improvisando telas, fabricando tintas". Nos últimos anos da sua vida terá feito algumas concessões "a um gosto mais rentável, em paisagens de circunstância onde o seu sonho se perdia", mas essas obras não eclipsaram a produção anterior, "aquela que nos interessa, fantasmagórica e aluada, confessando terrores".

## Galeria

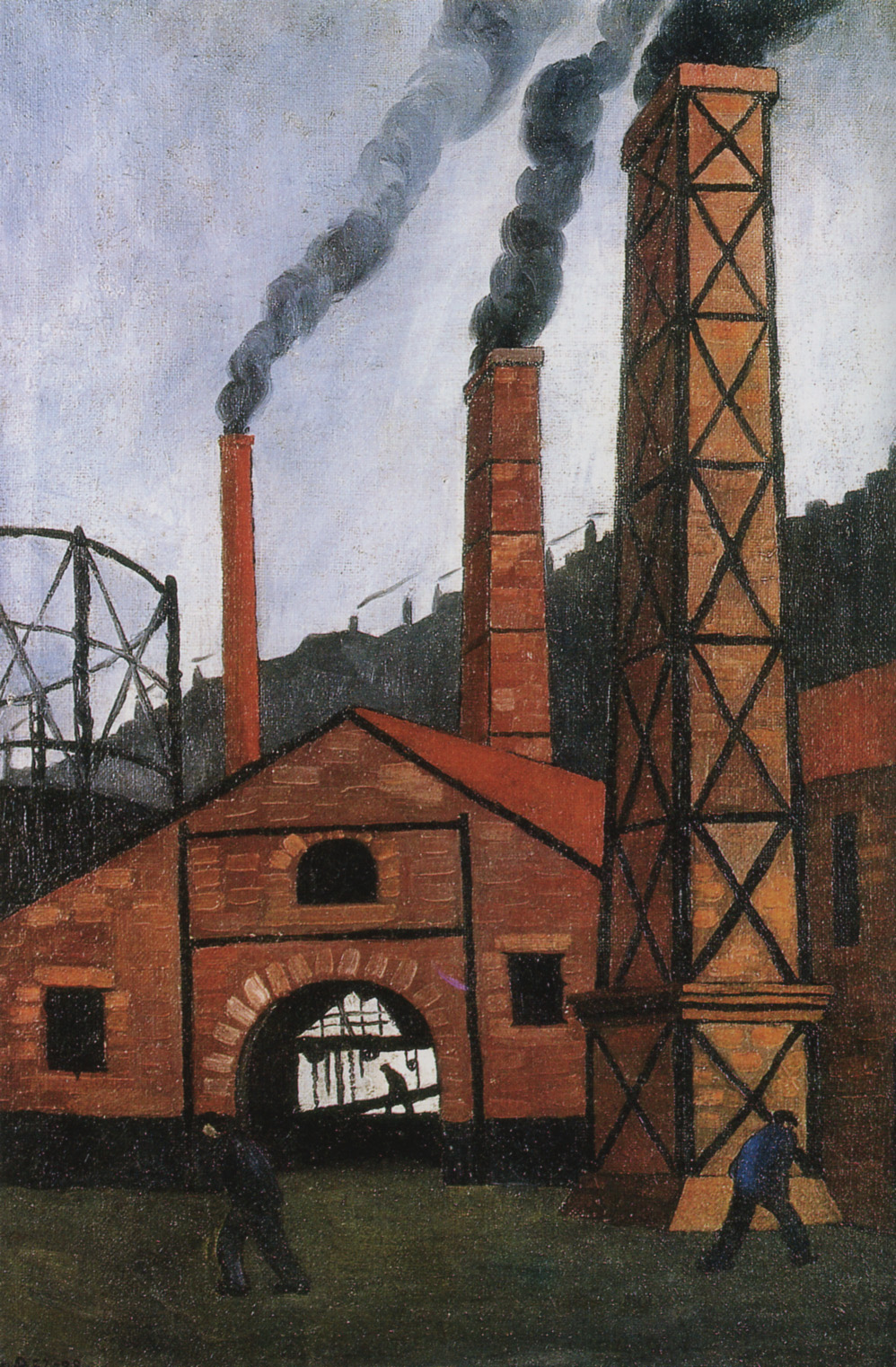
Fábrica (1929)
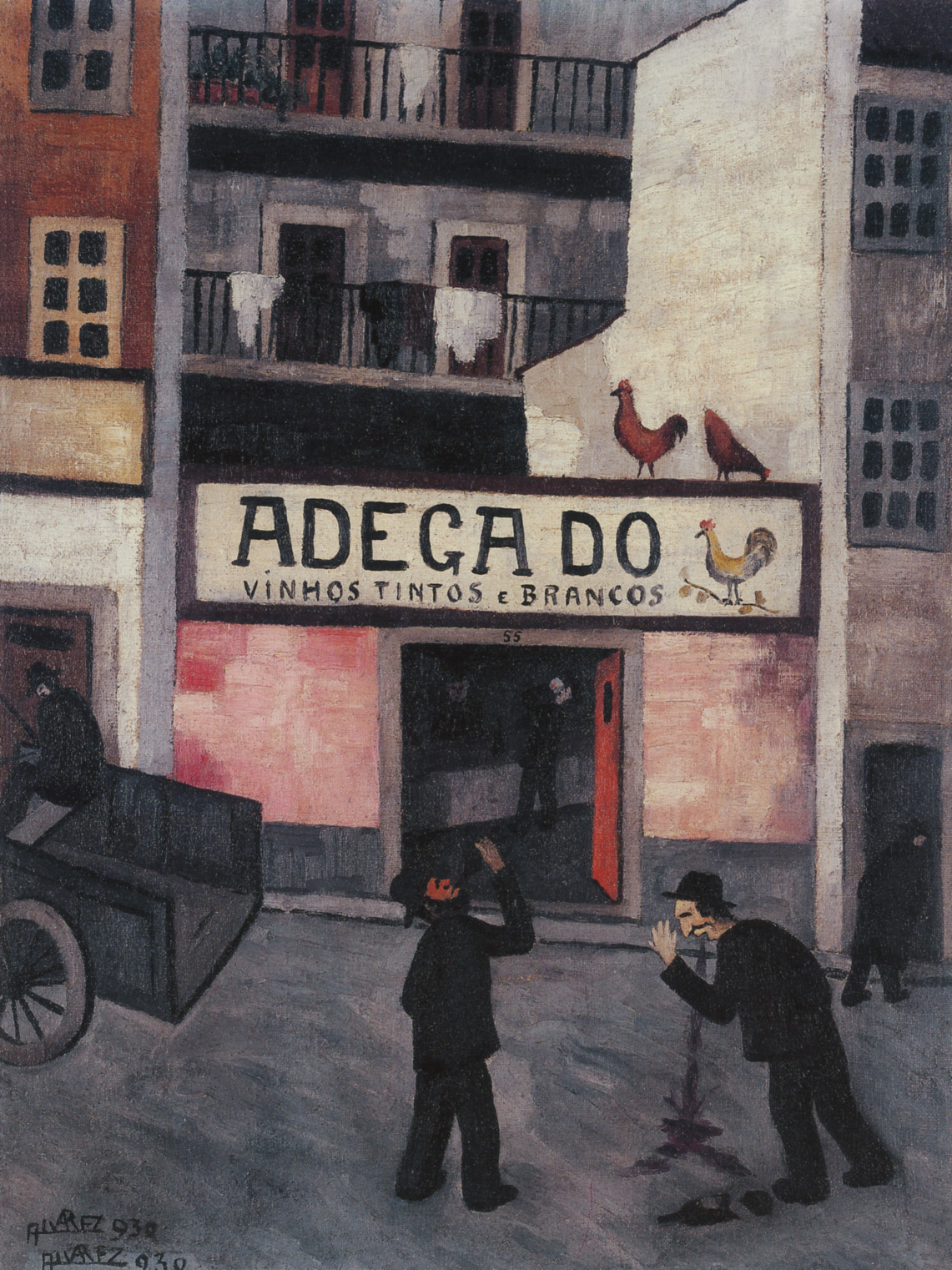
Adega do galo (1930)
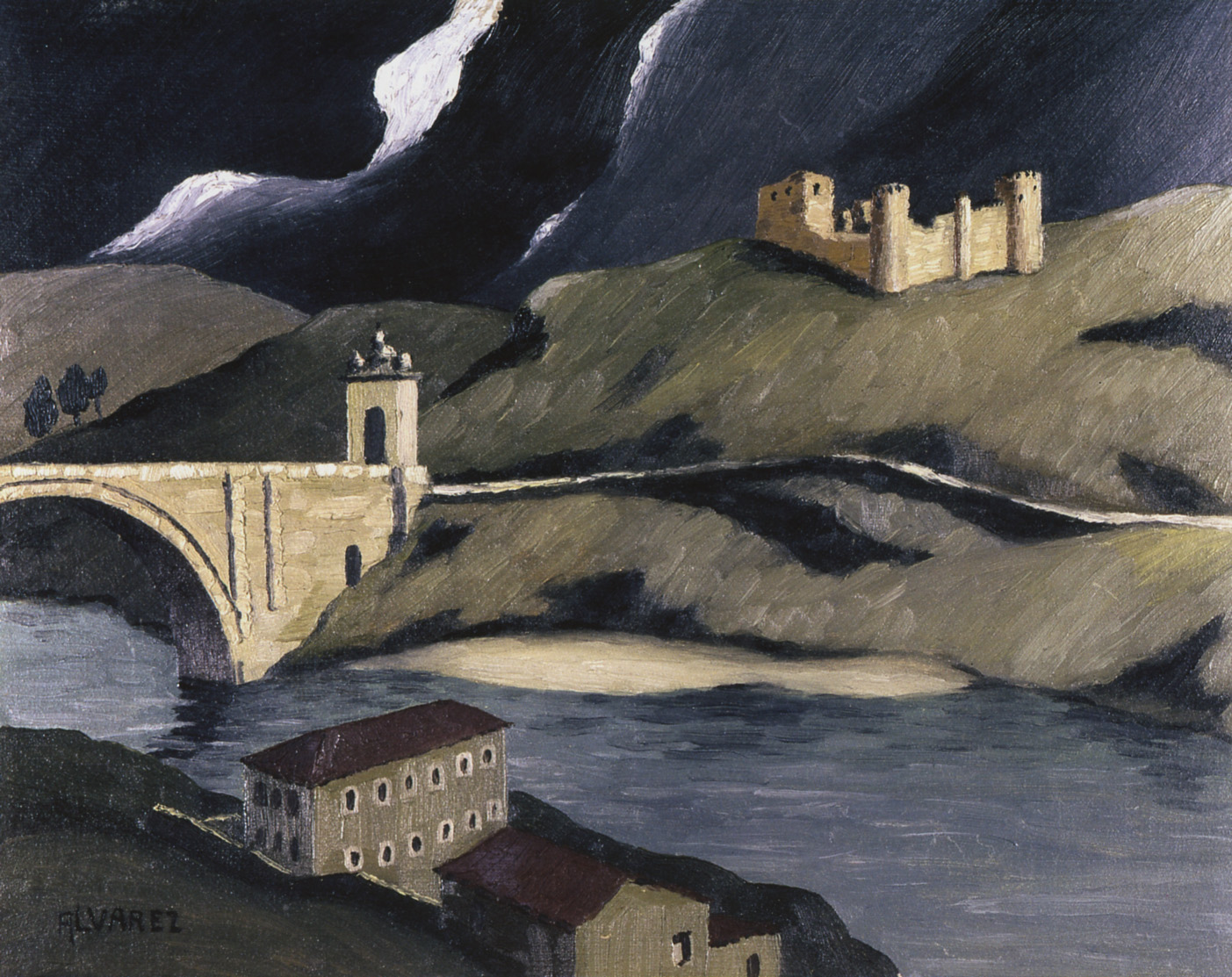
Paisagem com castelo (1930)
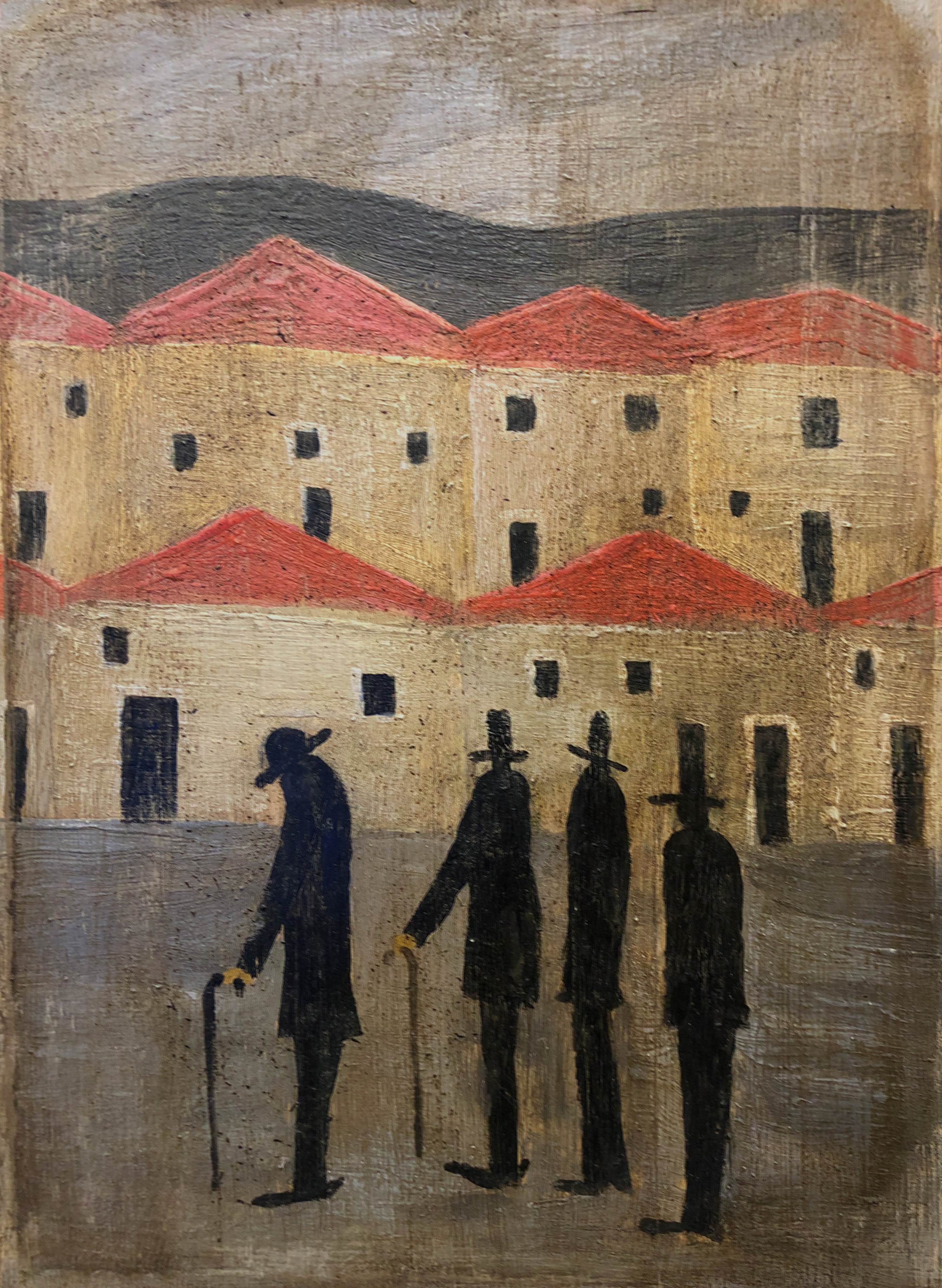
Casario e quatro figuras (d.c. 1931-1934)
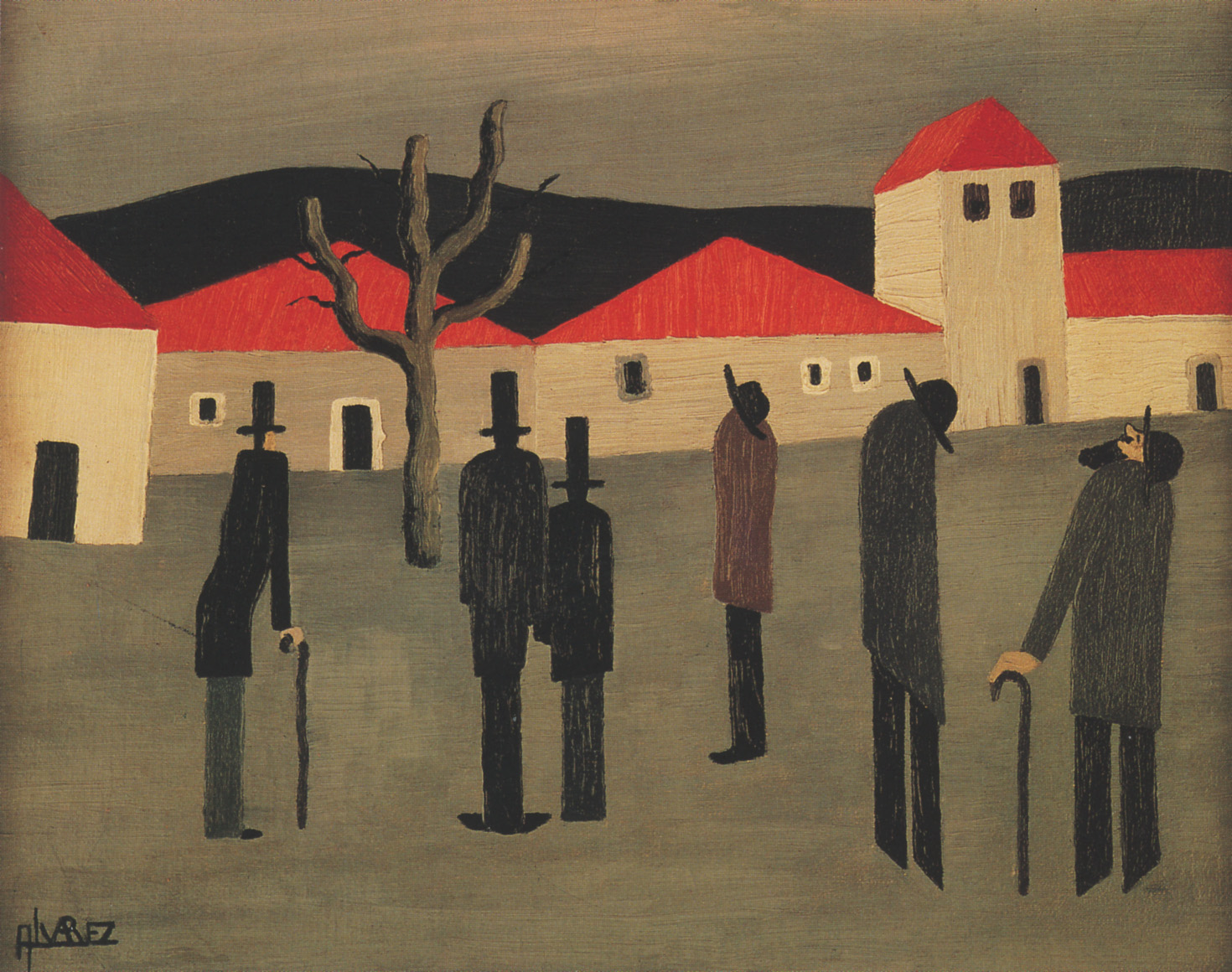
Casario e figuras de um sonho (1931-1934)
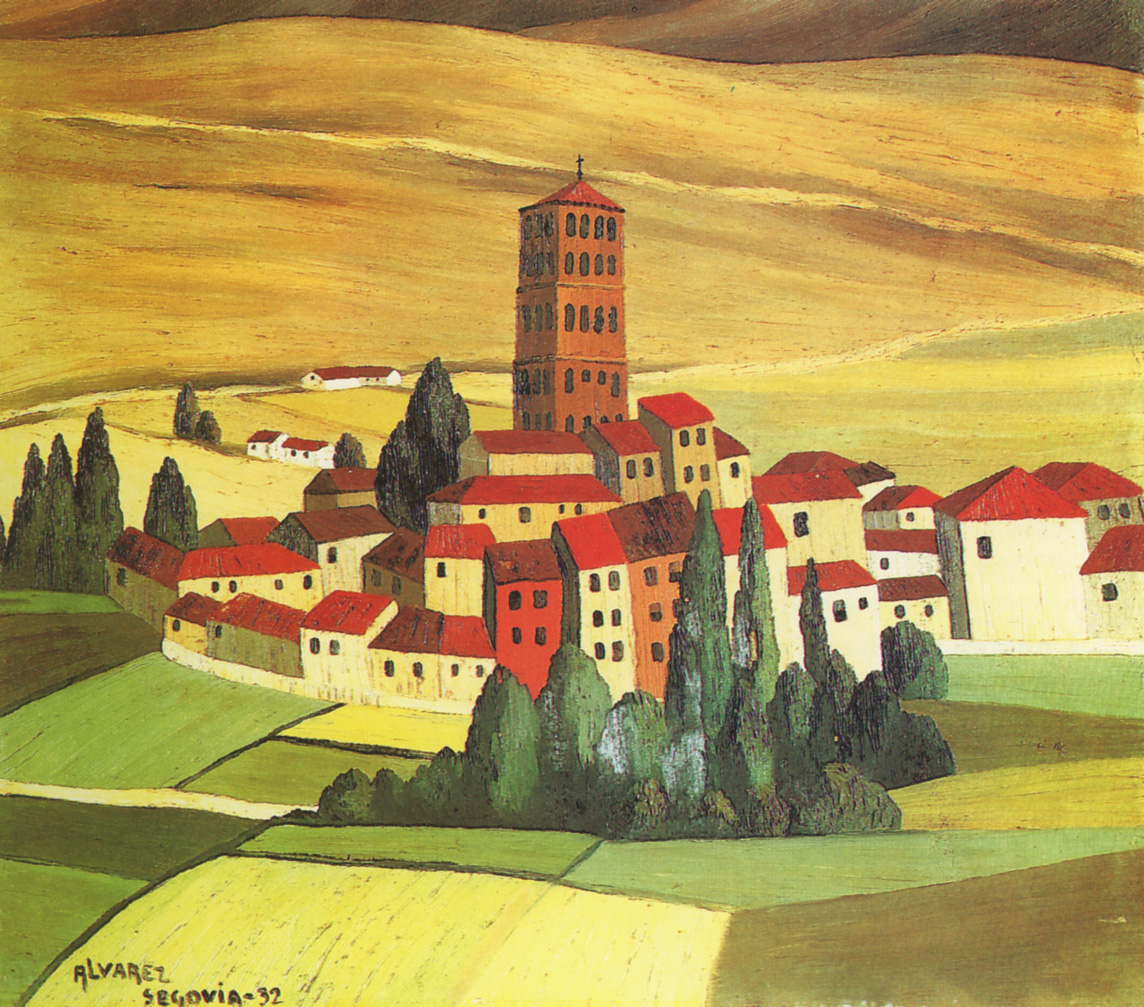
Segóvia (1932)
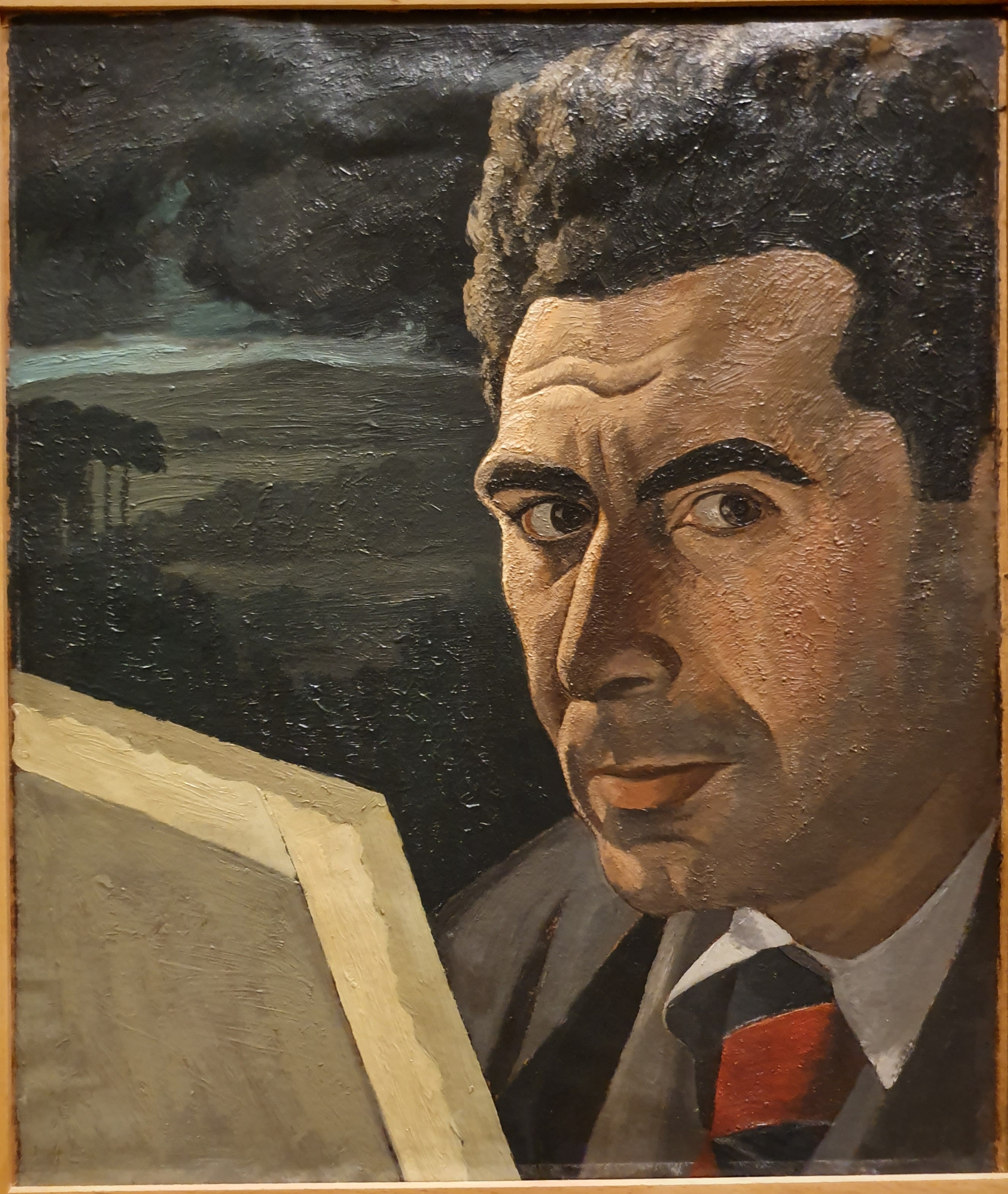
Auto-retrato (s/d)
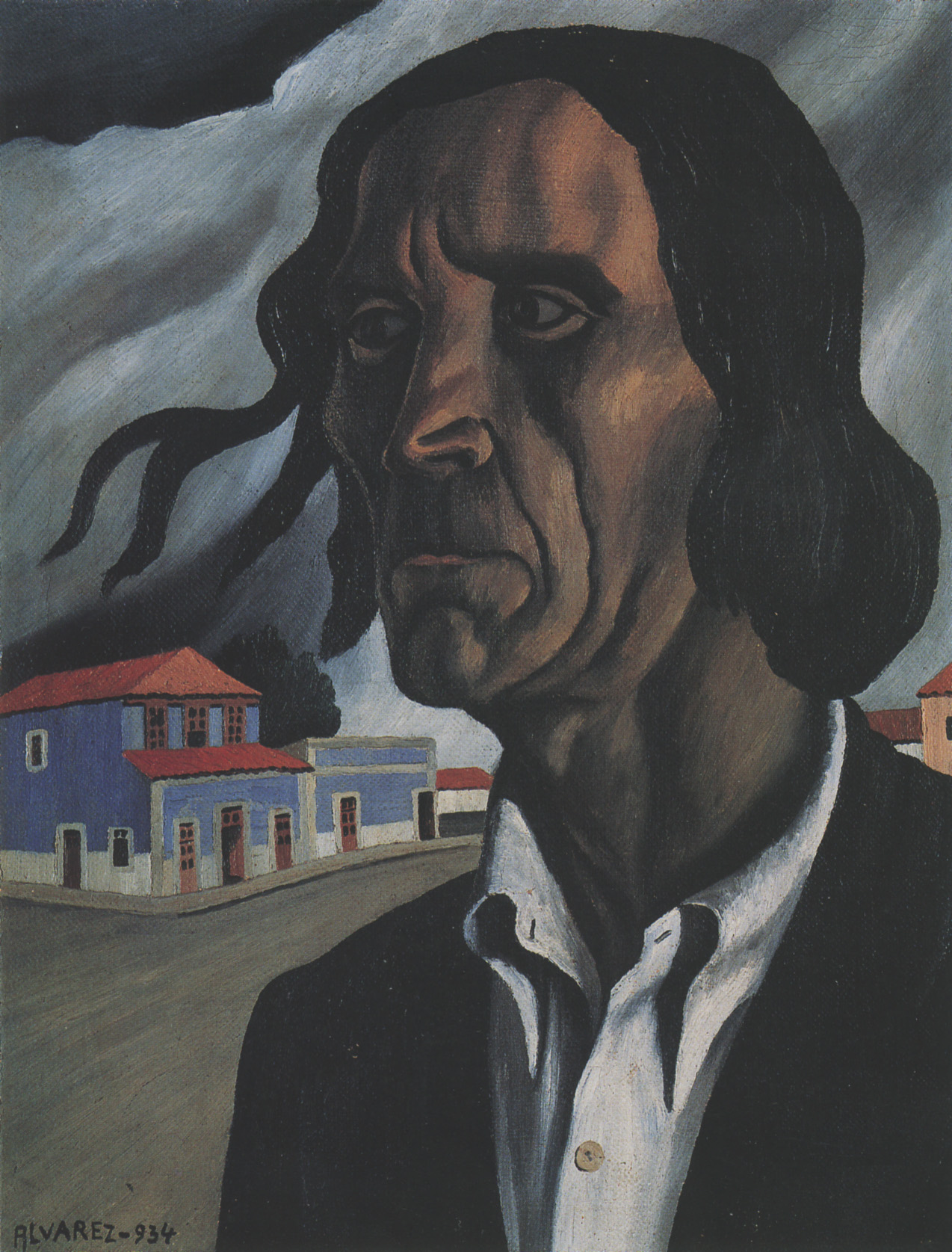
Louco (1934)
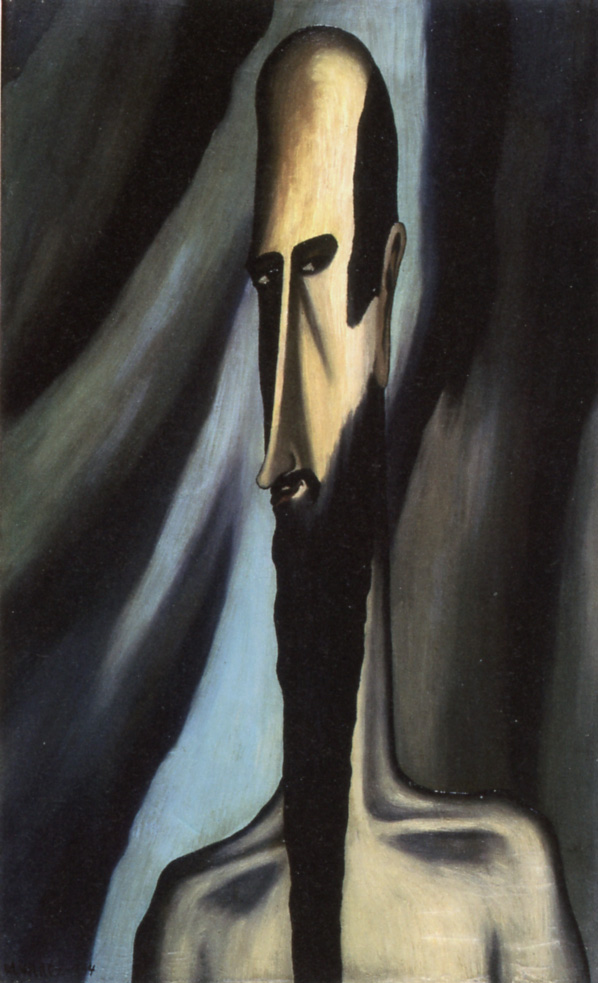
D. Quixote (1934)

## Exposições individuais
- 1936 - Exposição individual, Salão Silva Porto, Porto.
- 1942 - Salão Silva Porto (Instituto da Alta Cultura, organizada pelos pintores Dordio Gomes e Camarinha e pelo pai do artista).
- 1951 - Ateneu Comercial do Porto.
- 1958 - Academia Dominguez Alvarez.
- 1987 - Casa de Serralves, Porto.
- 1987 - Galeria Almada Negreiros (organizada pela Secretaria de Estado e Cultura)
- 2002 - Galeria de Vilar (organizada pela Cooperativa Árvore)
- 2006 - Exposição "Dominguez Alvarez, 770, Rua da Vigorosa, Porto"[14] Centro de Arte Moderna José de Azeredo Perdigão, Fundação Calouste Gulbenkian, Lisboa.
- 2014 - Exposição "Domingues Alvarez"[15], Fundação Dr. António Cupertino de Miranda, Porto

## Galeria-Academia Dominguez Alvarez
Em sua homenagem, em 1954 Jaime Isidoro e António Sampaio criaram, no Porto, a Academia Dominguez Alvarez (ou Galeria Alvarez). A galeria abriu com uma exposição de Carlos Botelho e desenvolveu atividade local de relevo, tendo promovido uma exposição antológica de Amadeo de Souza-Cardoso (1956), uma retrospetiva de Dominguez Alvarez (1958), e muitas outras exposições individuais: João Hogan (1955), Sarah Afonso (1962), Aureliano Lima (1963), António Areal (1969), etc. A galeria mantem-se em atividade com nova orientação.